# L'Inconnu du Grand Canal
L’Inconnu du Grand Canal (Beastly Things, dans les éditions originales en anglais) est un roman policier américain de Donna Leon, publié en 2012. C'est le 21e roman de la série mettant en scène le personnage de Guido Brunetti.

## Résumé
Un corps flotte dans un canal de Venise, sans identification possible, pas de signalement de disparition. Tout le mystère est pour le commissaire Brunetti. Sauf qu’il en est sûr, la victime ne lui est pas inconnue.
Grâce à la secrétaire de la questure Elettra, la mémoire revient : l’homme a été filmé lors des manifestations des agriculteurs, à l’automne. La piste permet au commissaire Brunetti et à l’inspecteur Vianello de remonter jusqu’au vétérinaire Nava, employé à l’abattoir de Preganziol, où règnent chantage - y compris sentimental - et corruption à travers les personnages de la Signora Borelli, le Signor Papetti, le (faux) vétérinaire Meucci, le tout sous l’ombre planante de Maurizio de Rivera, industriel corrompu disposant d’appuis politiques et beau-père de Papetti. 
Après avoir livré bataille contre les pratiques frauduleuses du milieu bancaire puis celles des actions irresponsables pour l’environnement, le commissaire se retrouve à la lutte dans un scandale sanitaire de l’industrie de la viande et en proie à des questions éthiques, notamment sur le droit des animaux, qui le marquent profondément. 

## Éditions
Éditions originales en anglais
- (en) Donna Leon, Beastly Things, Londres, William Heinemann, 5 avril 2012, 304 p. (ISBN 978-0-434-02160-4) — Édition britannique
- (en) Donna Leon, Beastly Things, New York, Atlantic Monthly Press, 3 avril 2012, 288 p. (ISBN 978-0-8021-2023-6, LCCN 2012462682) — Édition américaine

Éditions françaises
- Donna Leon (auteur) et Gabriella Zimmermann (traducteur) (trad. de l'anglais), L’Inconnu du Grand Canal [« Beastly Things »], Paris, Calmann-Lévy, 1er octobre 2014, 307 p. (ISBN 978-2-7021-5596-7, BNF 43908660)
- Donna Leon (auteur) et Gabriella Zimmermann (traducteur) (trad. de l'anglais), L’Inconnu du Grand Canal [« Beastly Things »], Paris, Points, coll. « Points policier » (no P4225), 7 janvier 2016, 354 p. (ISBN 978-2-7578-4912-5, BNF 44488910)

## Adaptation télévisée
Le roman a fait l'objet d'une adaptation pour la télévision, en 2015, sous le titre allemand original : Tierische Profite, dans le cadre de la série Commissaire Brunetti dans une réalisation de Sigi Rothemund, produite par le réseau ARD et initialement diffusée le 23 avril 2015.